# Neotoma stephensi
Neotoma stephensi is een zoogdier uit de familie van de Cricetidae. De wetenschappelijke naam van de soort werd voor het eerst geldig gepubliceerd door Goldman in 1905.

## Voorkomen
De soort komt voor in de Verenigde Staten.